# Гавликовский, Станислав
Станислав Марсели Гавликовский (пол. Stanisław Gawlikowski; 16 января 1920, Влонице близ Опатува, ныне Тарнобжегское воеводство — 9 ноября 1981, Варшава) — польский шахматист; национальный мастер (1948). Шахматный историк и журналист. Один из инициаторов создания Польского шахматного союза и журнала «Шахы» (в 1947—1981 член редколлегии). 
В чемпионате Польши (1948) — 2-е место; 8-кратный чемпион страны в командных соревнованиях; 3-кратный чемпион Варшавы. Сотрудничал в журнале «Шахматы в СССР», «Шахматный бюллетень».

## Книги
- Teoria debiutow, Krakow, 1947;
- Kodeks szachowy, 2 wyd., Warszawa., 1950 (соавтор);
- Koricowa gra szachowa. Zakonczema figurowo — pionowe, [Warszawa], 1954;
- Koricowa gra szachowa. Zakonczenia wiezowe, Warszawa, 1957;
- Pojedynki szachowych gigantow, Warszawa, 1973;
- Szachy, Warszawa, 1976;
- Walka о tron szachowy, Warszawa, 1976;
- Olimpiady szachowe, 1924—1974, 2 wyd., Warszawa, 1978.